# آجیپا
آجیپا (نام علمی: Pachyrhizus ahipa) نام یک گونه از تبار فازئولآ است.